# Comuna Bakivți, Luțk
Bakivți (în ucraineană Баківці) este o comună în raionul Luțk, regiunea Volînia, Ucraina, formată din satele Bakivți (reședința) și Ozereanî.

## Demografie
Componența lingvistică a satului Bakivți
     Ucraineană (98,45%)
     Rusă (1,39%)
     Alte limbi (0,15%)
Conform recensământului din 2001, majoritatea populației satului Bakivți era vorbitoare de ucraineană (98,45%), existând în minoritate și vorbitori de rusă (1,39%).